# Aspidites ramsayi
Aspidites ramsayi là một loài rắn trong họ Pythonidae. Loài này được Macleay mô tả khoa học đầu tiên năm 1882.

## Hình ảnh

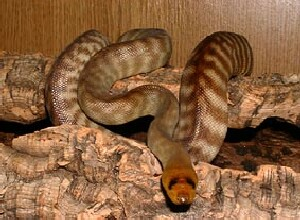
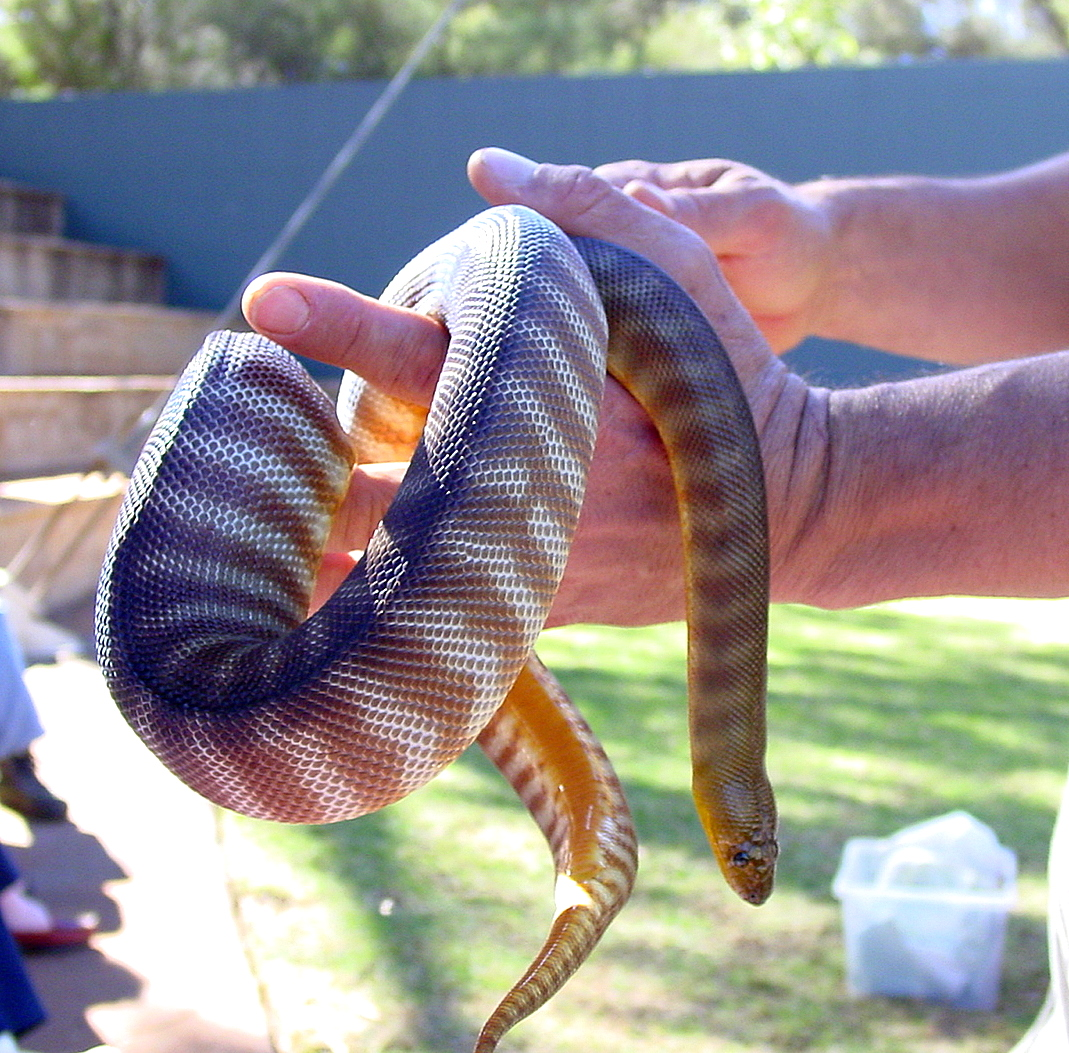
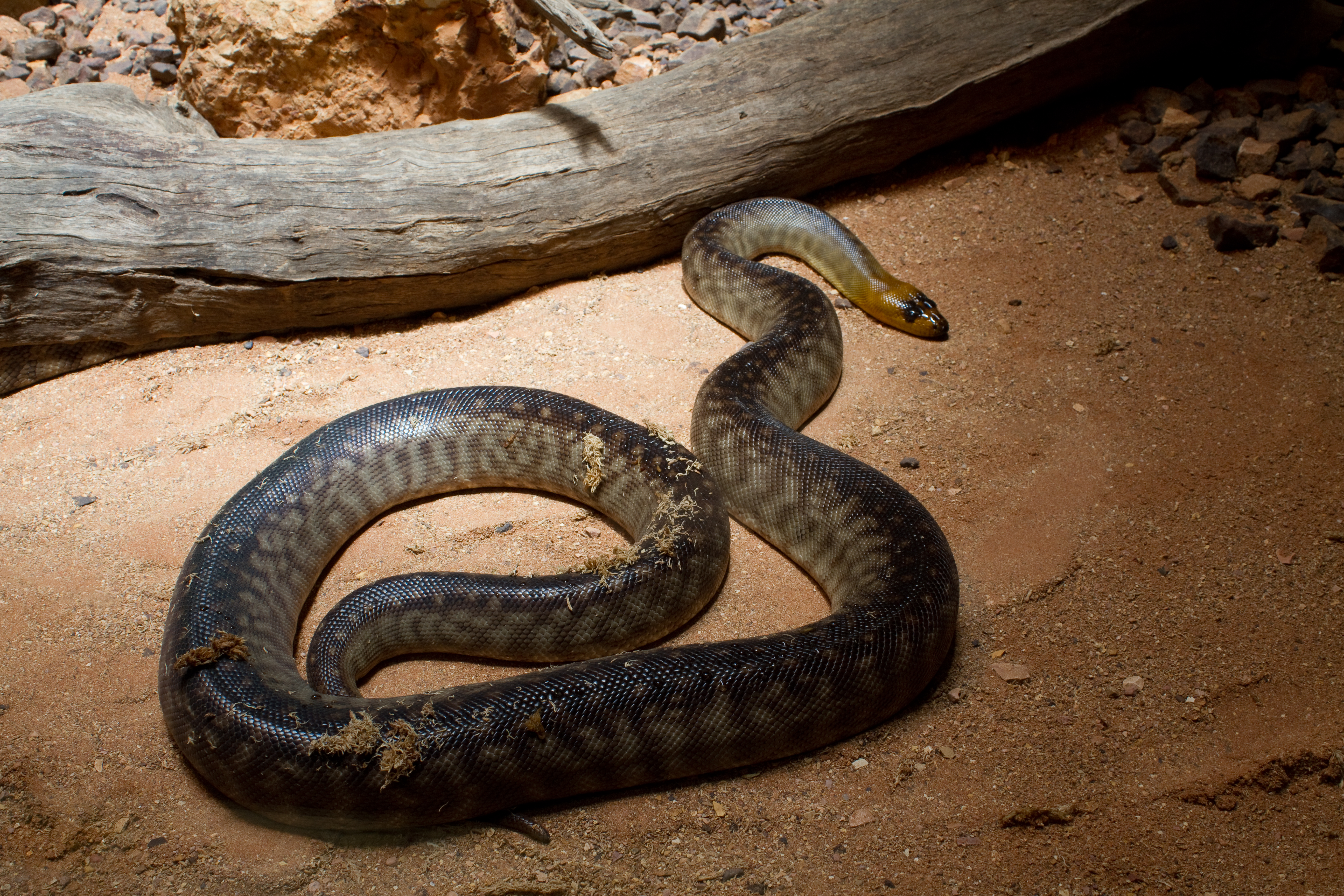